# Legazpi (Baskenland)
Legazpi (Spanisch: Legazpia) ist eine Stadt in der Provinz Gipuzkoa im spanischen Baskenland. Sie hat 8.390 Einwohner (Stand: 2024).

## Geografie
Die Gemeinde grenzt an die Gemeinden Antzuola, Gabiria, Mutiloa, Urretxu, Zegama, Zerain und Zumarraga.

## Wirtschaft
Die reiche industrielle Tradition von Legazpi geht auf das Hochmittelalter zurück, als die Verarbeitung von Eisenerz begann. Die vorherrschende Wirtschaftstätigkeit ist auch noch Anfang des 21. Jahrhunderts die Industrie (verarbeitendes Gewerbe, Metallverarbeitung, Kunststoffe).

## Bevölkerungsentwicklung
| 1842  | 1900  | 1950  | 1981   | 1991  | 2001  | 2011  | 2021  |
| ----- | ----- | ----- | ------ | ----- | ----- | ----- | ----- |
| 1.178 | 1.266 | 4.016 | 10.659 | 9.892 | 8.741 | 8.620 | 8.367 |

## Persönlichkeiten
- Juan José Moral (* 1951), Radrennfahrer
- Gerhard Bähr (1900–1945), Sprachwissenschaftler